# Patronato de la Juventud Obrera
El Patronato de la Juventud Obrera (P.J.O.) es una institución educativa católica constituida en 1883 por Gregorio Gea Miquel en Valencia.

## Historia
Fundado en 1883, con el apoyo de la Real Sociedad Económica de Amigos del País, por Gregorio Gea, educador valenciano, dedicado a la promoción y formación de jóvenes trabajadores sin recursos. La aprobación arzobispal de los estatutos del Patronato se produjo el 29 de mayo de 1884
El Patronato se trasladó en 1895 a la casa-palacio de los Frígola, en el número 2 de la calle del Portal de Valldigna. En 1916 pasó a la calle Landerer 5 y 7, donde adquirió dos grandes inmuebles unidos que formaban su sede, conocida como Patronat de Dins.
En el verano de 1906 se pusieron en marcha las primeras Colonias Escolares de Valencia, organizadas por el Patronato de la Juventud Obrera.
Originalmente estuvo su sede en la calle Landerer, de Valencia, donde tenía su sede el Centro Teatral Escalante, de la Diputación de Valencia. Hasta el curso académico 1977/78 estuvo situado junto al cauce viejo del río Turia y la avenida de Pio XII en el lugar que ocupa en la actualidad el centro comercial conocido como "Nuevo Centro". Actualmente está situado en el barrio de Benimaclet de Valencia, C/ Poeta Ricard Sanmartí, 3.
En 1909 fundó el club de fútbol Gimnástico de Valencia, que tras su fusión con el Levante FC en 1939 dio lugar al actual Levante UD, que conserva los colores azulgrana del Gimnástico y que actualmente juega en la Primera División de fútbol de España.
En 1994 se crea el Orfeón Gregorio Gea, por iniciativa del Director del Patronato, Padre José Terrades s.j. El Orfeón, que debe su nombre al fundador del Patronato, está formado por unas cincuenta voces mixtas.
Con motivo del 125 aniversario de su fundación, el cardenal-arzobispo de Valencia, Agustín García-Gasco Vicente, visita el Patronato el 24 de abril de 2008.
En el siglo XXI, el Patronato sostiene un centro educativo concertado en Valencia, en el cual se imparte docencia en los niveles educativos de educación infantil de 3 a 6 años, Educación primaria y ESO y Bachillerato.
Existe una tesis de licenciatura de título: "El Patronato de la Juventud Obrera de Valencia 1880-1931" escrita por Amparo Sánchez Andrés y dirigida por Joan Reglà i Campistol. De la misma autora existe un artículo con el mismo título en Saitabi: revista de la Facultat de Geografia i Història, ISSN 0210-9980, N.º. 19, 1969, pags. 185-200.

## Directores
Entre los directores que ha tenido el Patronato están: 
- Narciso Basté Basté (S.J.), Beato. Nacido en San Andrés de Palomar (Barcelona) en 1866. Asesinado en Paterna (Valencia) el 15 de octubre de 1936. Director del Patronato de la Juventud Obrera entre 1901 y 1932. Llevaba su nombre, Padre Basté, la calle donde estaba situado el Patronato en su anterior sede del “Parque de la Pechina”, junto al río Turia. Beatificado el 11 de marzo de 2001 por el Papa Juan Pablo II.

- Rvdo. P. José Luis Aguiló Valentí (S.J.). Director P.J.O.
- D. José María Rueda Alcántara S.J.Director P.J.O.
- D. Jose Terrades S.J. Director P.J.O.
- D. José Luis Ferrando Lada. Director P.J.O. (2011-...).
- D. Enrique Ballester Burgos. Director académico, fallecido el 10 de marzo de 2004.
- D. Francisco Pellicer Valero. Director pedagógico.
- D. Bernardino Márquez Lahiguera. Director pedagógico.
- D. Miguel Pastor Campoy. Director pedagógico.
- D. Raúl López Melo. Director pedagógico.
- D. José Ramón Salim Martínez. Director pedagógico (2007-...).

## Personajes célebres que han estudiado en el PJO
- Miguel Catalán González. Escritor.
- Jaime Gavilán Martínez. Futbolista.